# متحف نيزو
متحف نيزو (باليابانية: 根津美術館) يعرف سابقاً باسم معهد نيزو للفنون الجميلة، هو متحف فن في حي ميناتو في طوكيو في اليابان[1][1][1][1]
يضم المتحف مجموعة خاصة من الفن الياباني الحديث والأسيوي الشرقي لنيزو كايشير ‏ (1860-1940). تأسس المتحف عقب وفاة نيزو في عام 1940 وأفتتح المعرض لأول مرة في 1941. تم تخزين المجموعة التي كانت في المتحف بعيداً عن وسط طوكيو خلال الحرب العالمية الثانية وللهروب من الدمار الذي حل بالممتلكات الخاصة في قصف مايو 1945. تم إعادة تشغيل المعرض بعد الحرب في عام 1946.
تم افتتاح المتحف في خريف 2009، حيث تم إغلاقه بسبب الترميم والتجديد على نطاق واسع منذ عام 2006. حيث تم بناء متحف جديد تماماً من قبل المهندس المعماري الياباني كنغو كوما ‏.
يضم المتحف مجموعة من فترة إيدو وهي ساتر من السوسن كتب عليه من قبل أوغاتا كرين ‏. كما تشمل معروضات أخرى كالأدوات الأثرية و فن الخط و الفن الخزفي و النسيج. تشمل المعروضات أيضاً برونزيات صينية من مملكة شانغ و مملكة تشو. كما أن متحف نيزو معروف بحديقته الواسعة على الطراز الياباني.

## معرض صور

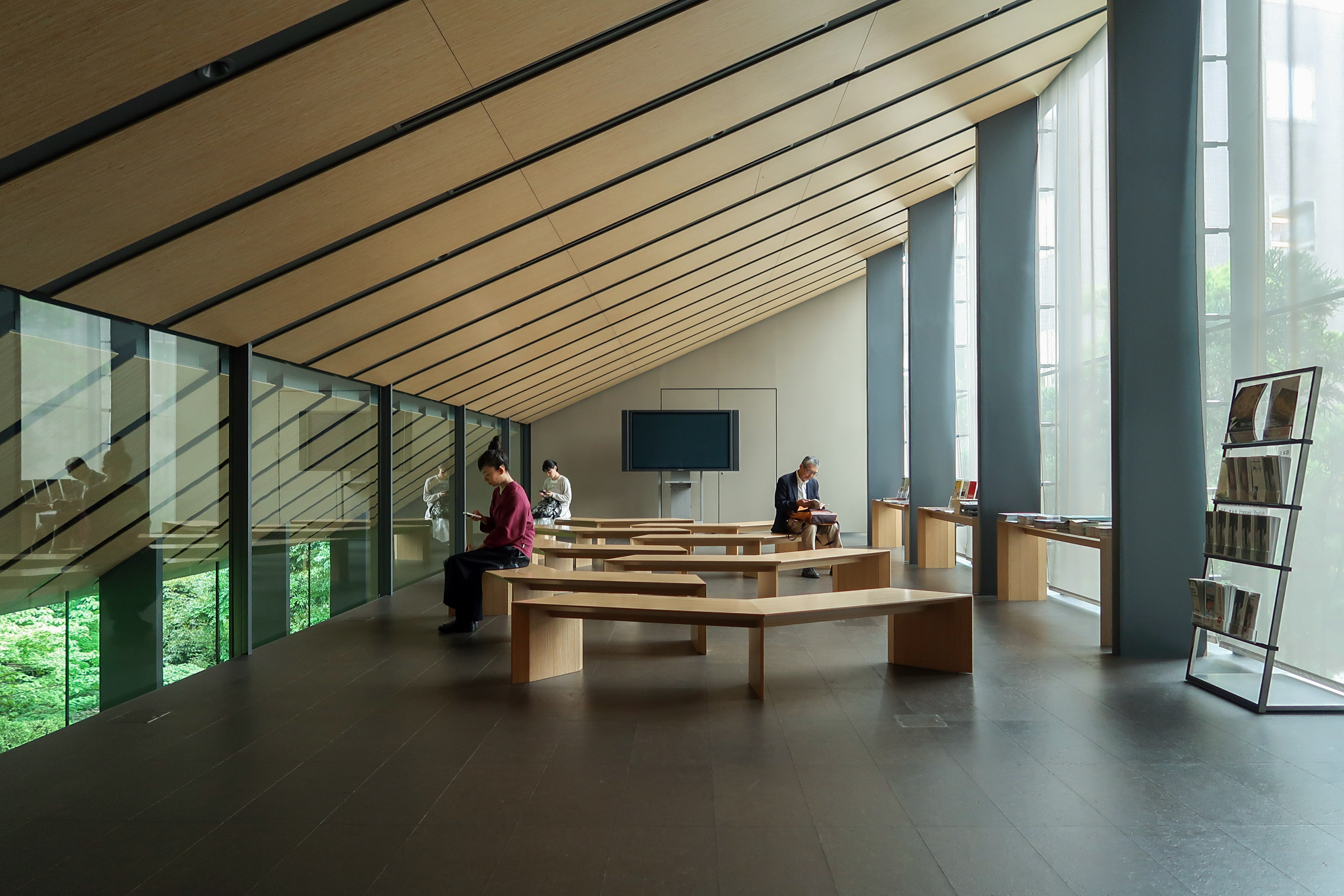
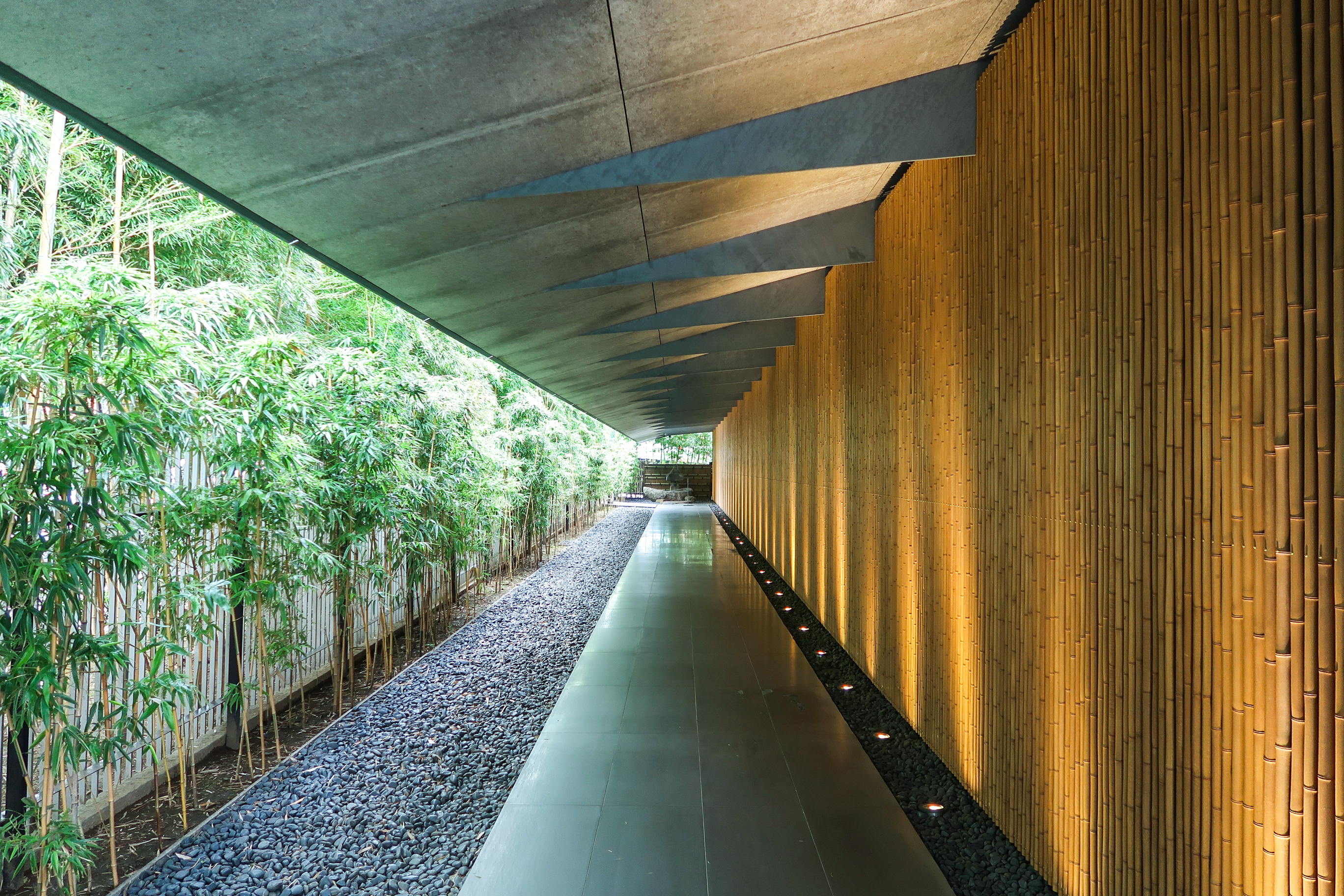
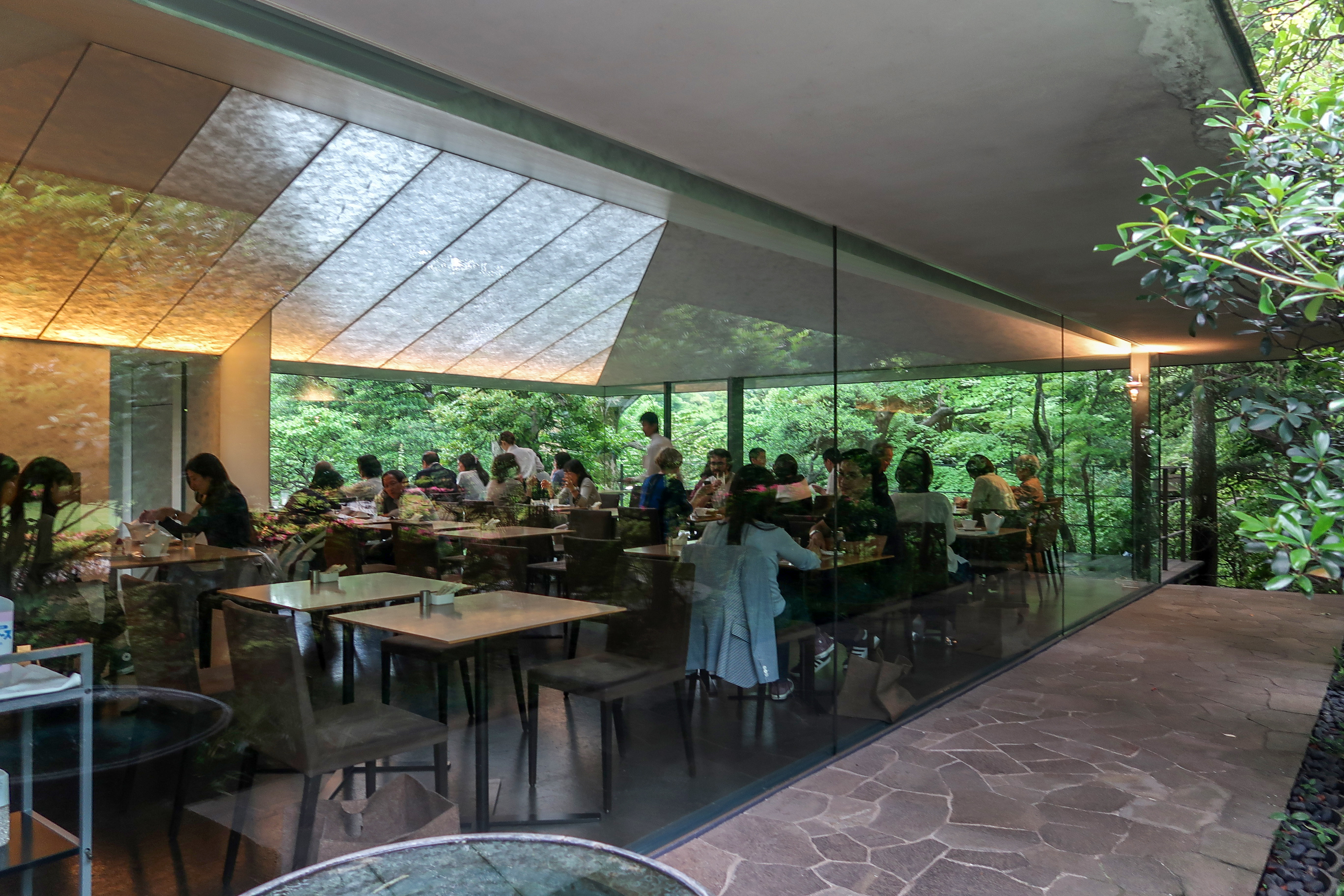
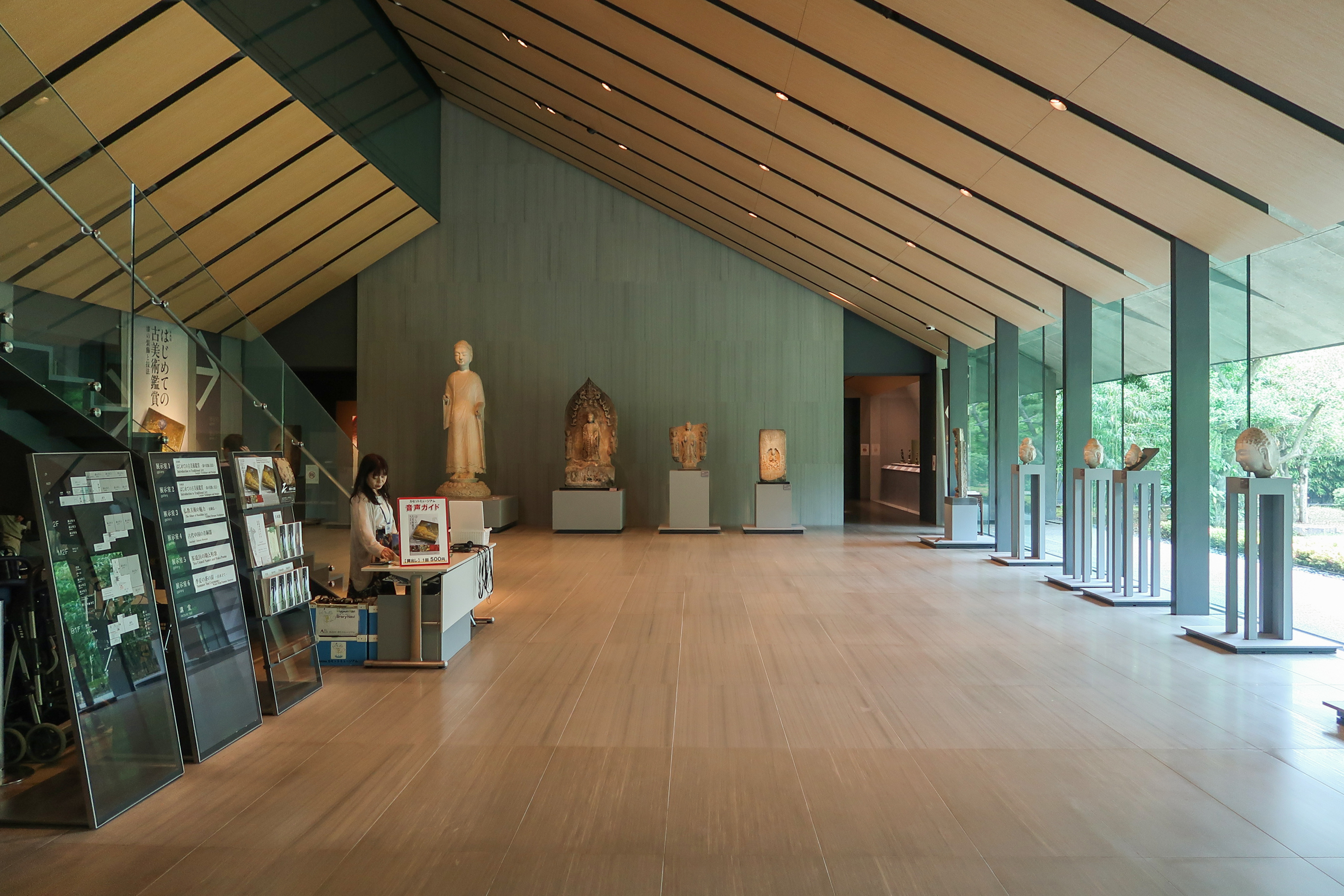
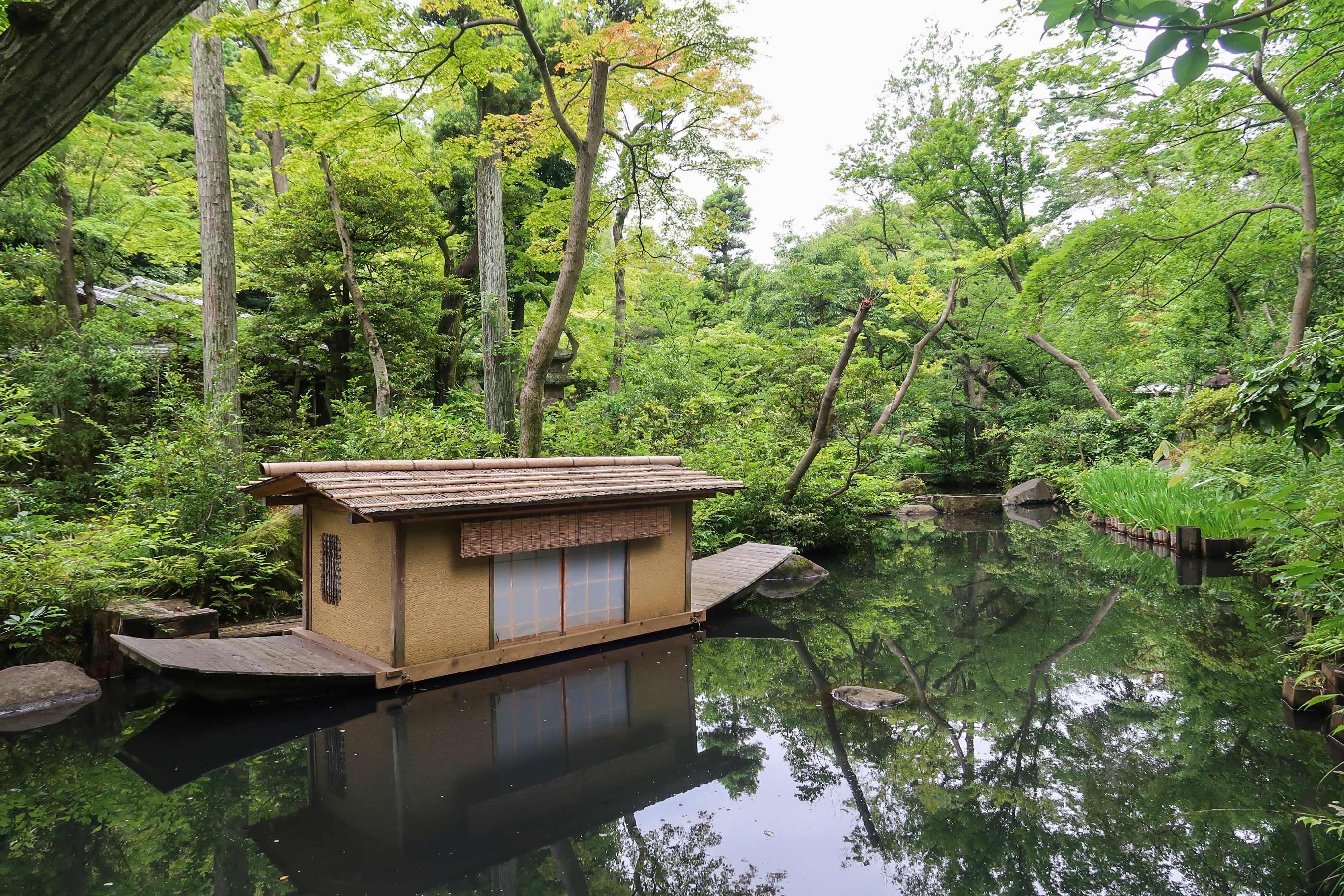

## وصلات خارجية
- Website (Japanese, English)

إحداثيات: 35°39′44″N 139°43′01″E / 35.66215°N 139.71703°E
‌